# Xylorhiza
Xylorhiza är ett släkte av skalbaggar. Xylorhiza ingår i familjen långhorningar.
Kladogram enligt Catalogue of Life:
| Xylorhiza | \| \| Xylorhiza adusta \| \| \| \| \| \| Xylorhiza dohrni \| \| \| \| \| \| Xylorhiza pilosipennis \| \| \| \| |
|           | \| \| Xylorhiza adusta \| \| \| \| \| \| Xylorhiza dohrni \| \| \| \| \| \| Xylorhiza pilosipennis \| \| \| \| |
|           | Xylorhiza adusta                                                                                               |
|           | |
|           | Xylorhiza dohrni                                                                                               |
|           | |
|           | Xylorhiza pilosipennis                                                                                         |
|           | |